# 황윤진
황윤진(1996년 7월 20일 ~ )은 대한민국의 현직 아나운서, 전 기상캐스터이다.

## 경력
| 연도             | 사항                     |
| ---------------- | ------------------------ |
| 2018.1.~2019.1.  | OBS MC                   |
| 2022.2.~2023.1.  | CMB 광주방송 아나운서    |
| 2023.2.~2024.11. | KBS강릉방송국 기상캐스터 |
| 2024.11.~현재    | KBS순천방송국 아나운서   |

## 행사
- 2021년 나주 소년소녀합창단 연주회 진행
- 2022년 영암 국화축제 진행
- 2022년 미스코리아 전남 선발대회 진행
- 2023년 육군 제1포병여단 국군교향악단 연주회 진행

### 수상
- 2021년 미스 글로라이즈코리아 수 & 서울지역신문협의회장상